# 13957 NARIT
13957 NARIT eller 1991 AG2 är en asteroid i huvudbältet som upptäcktes den 7 januari 1991 av den australiensiske astronomen Robert H. McNaught vid Siding Spring-observatoriet. Den är uppkallad efter National Astronomical Research Institute of Thailand (NARIT).
Asteroiden har en diameter på ungefär 8 kilometer.